# Dones del Espíritu Santo
Los Dones Espirituales o Dones del Espíritu Santo son ministerios, operaciones o manifestaciones dadas por el Espíritu de Dios a sus servidores. Se cuentan entre estos dones: palabra de sabiduría, ciencia, fe, dones de sanidades, don de hacer milagros, don de profecía, discernimiento de espíritus, diversos géneros de lenguas, interpretación de lenguas, etc.
Según la Doctrina de la Iglesia católica, los  dones del Espíritu Santo son medios que no perecen, proporcionados por el Espíritu Santo, tercera persona de la Santísima Trinidad, de los cuales el creyente obtiene de Dios las gracias y carismas necesarios para sobrellevar la vida terrenal con santidad. Estos dones son permanentes y ayudan al hombre a ser más dócil para seguir los impulsos del Espíritu Santo y ayudan a conseguir la perfección de las virtudes de las personas que los reciben o, al menos, a dirigirse hacia ella. Tales dones son siete: entendimiento o inteligencia, sabiduría, consejo, fortaleza, ciencia, piedad y temor de Dios.

## Definiciones

### Sabiduría
Véase también: Sabiduría y Teología cristiana
La sabiduría se considera el primero y el mayor de los dones. Actúa tanto sobre el intelecto como sobre la voluntad. Según San Bernardo, ilumina la mente e infunde una atracción hacia lo divino. Adolphe Tanquerey OP explicó la diferencia entre el don de la sabiduría y el del entendimiento: "La segunda es una visión que adopta la mente, mientras que la primera es una experiencia que experimenta el corazón; una es luz, la otra amor, y así se unen y completan mutuamente". Un corazón sabio y amoroso es la perfección de la virtud teologal de la caridad.

### Entendimiento
El entendimiento nos ayuda a relacionar todas las verdades con nuestro propósito sobrenatural; ilumina aún más nuestra comprensión de la Sagrada Escritura; y nos ayuda a entender el significado del ritual religioso. Este don refuerza la perspicacia a través de la oración, las Escrituras y los sacramentos. Todo ello da a la persona un profundo aprecio por la providencia de Dios.

### Consejo
El consejo funciona como una especie de intuición sobrenatural, que permite a una persona juzgar con prontitud y acierto, especialmente en situaciones difíciles. Perfecciona la virtud cardinal de la prudencia. Mientras que la prudencia actúa según la razón iluminada por la fe, el don de consejo actúa bajo la guía del Espíritu Santo para iluminar la voluntad de Dios.

### Fortaleza
La fortaleza se identifica a menudo con el valor, pero el Aquinate considera que su significado abarca también la resistencia. Joseph J. Rickaby la describe como la voluntad de defender lo que es justo a los ojos de Dios, aunque ello implique aceptar el rechazo, el abuso verbal o el daño físico. El don de la fortaleza permite a las personas tener la firmeza de ánimo necesaria tanto para hacer el bien como para soportar el mal. Es la perfección de la virtud cardinal del mismo nombre.

### Conocimiento
El don del conocimiento permite, en la medida de lo humanamente posible, ver las cosas desde la perspectiva de Dios. Nos "permite percibir la grandeza de Dios y su amor por sus criaturas" a través de la creación.

### Piedad
Véase también: Pietismo
La piedad concuerda con la reverencia. Una persona con reverencia reconoce su total dependencia de Dios y se presenta ante Dios con humildad, confianza y amor. Tomás de Aquino dice que la piedad perfecciona la virtud de la religión, que es un aspecto de la virtud de la justicia, en la medida en que concede a Dios lo que le es debido. En una serie de discursos sobre los Dones del Espíritu Santo, el Papa Francisco dijo que la piedad es un reconocimiento de "nuestra pertenencia a Dios, nuestro profundo vínculo con él, una relación que da sentido a toda nuestra vida y nos mantiene firmes, en comunión con él, incluso en los momentos más difíciles y atribulados". Francisco prosigue: "La piedad no es mera religiosidad exterior; es ese genuino espíritu religioso que nos hace dirigirnos al Padre como hijos suyos y crecer en el amor a los demás, considerándolos nuestros hermanos y hermanas".

### Temor de Dios
Véase también: Temor de Dios y Cristianismo
El temor de Dios es semejante al asombro (o admiración). Con el don del temor del Dios, uno se hace consciente de la gloria y la majestad de Dios. En una audiencia general de junio de 2014, el Papa Francisco dijo que "no es un temor servil, sino más bien una conciencia gozosa de la grandeza de Dios y una comprensión agradecida de que sólo en Él nuestros corazones encuentran la verdadera paz". Una persona con asombro y temor sabe que Dios es la perfección de todos sus deseos. El Aquinate describe este don como un temor a separarse de Dios. Describe el don como un "temor filial", como el temor de un niño a ofender a su padre, más que como un "temor servil", es decir, un temor al castigo. El temor de Dios es el principio de la sabiduría. Es la perfección de la virtud teologal de la esperanza.

## Espíritu Santo
En la teología cristiana, el Espíritu Santo —o equivalentes como son, entre otros, Espíritu de Dios, Espíritu de verdad o Paráclito (del griego παράκλητον parákleton: ‘aquel que es invocado’), del latín Spiritus Sanctus: Espíritu Santo— es un nombre bíblico que se refiere a la tercera persona de la Santísima Trinidad, que ha sufrido múltiples interpretaciones en las diferentes confesiones e interpretaciones religiosas. Se debe tener en cuenta que los que no creen en la Santísima Trinidad, no son, de forma histórica y teológica, considerados cristianos, sino más bien partes de una herejía cristiana.

Se dice en el Credo Niceno-Constantinopolitano (que expresa la fe  del cristianismo Católico - Histórico, Ortodoxo): «Creemos en el Espíritu Santo, Señor y dador de vida, que procede del Padre [y del Hijo]; que con el Padre y el Hijo recibe una misma adoración y gloria, que habló por los profetas».

## En las religiones anteriores al cristianismo
En el libro del profeta Isaías puede leerse:

Brotará del tronco de Jesé un retoño, y retoñará de sus raíces un vástago. Sobre quien reposará el espíritu de Yahveh, espíritu de sabiduría y de inteligencia, espíritu de consejo y de fortaleza, espíritu de entendimiento y de temor de Yahveh. Y pronunciará sus decretos en el temor de Yahveh
Is 11, 1-2

Teólogos como Juan de Santo Tomas subrayan ampliamente el hecho de que el conocimiento de estos dones es siempre revelado y no puede ser fruto de la reflexión: de ahí que los filósofos anteriores al cristianismo no conocieran su existencia. El texto es marcadamente mesiánico y su aplicación como dones que son dados a todos los cristianos se debe a la reflexión posterior de los Padres de la Iglesia a partir de otros textos bíblicos.
Aquí Isaías se refiere a Quien es Jesús, y profetiza su venida.

## En el cristianismo

### En el Antiguo Testamento
En el Antiguo testamento hay numerosos pasajes referidos al Espíritu Santo: En el Génesis, en el Éxodo, en el Libro de los Números, en el Deuteronomio También hay pasajes referidos al Espíritu Santo o espíritu de Dios en el Libro de Judit, en el Libro de los Salmos hay numerosas referencias, en el de la Sabiduría también, en el Eclesiástico, en el de Isaías o en el de Miqueas.

### En el Nuevo Testamento
En el Nuevo Testamento hay numerosas referencias a los dones del Espíritu Santo entre las cuales destacan como más principales las siguientes: Evangelio según San Lucas cuando Jesús dice a sus discípulos que no se preocupen por lo que han de decir si lo apresan pues ...El Espíritu Santo os enseñará en aquella hora qué es lo que hay que decir.; también en este mismo Evangelio; en el Evangelio de Juan cuando Jesucristo les dice que «el viento sopla donde quiere y oyes su voz... Así es todo el que ha nacido del Espíritu». y también, en el mismo Evangelio cuando Jesús dice 
«...y yo rogaré al Padre y os dará otro Paráclito para que esté con vosotros siempre: es el Espíritu de la verdad...»
. Se repiten estas ideas en los Hechos de los Apóstoles de forma contundente y se ha dicho entre los teólogos que el libro de los Hechos de los Apóstoles podría llamarse «Evangelio del Espíritu Santo» ya que este nombre aparece en casi todas sus páginas.
Con motivo de un discurso de San Pedro aparece repetidamente la figura del Espíritu Santo.; en la epístola de San Pablo a los Romanos, en la que dedica el capítulo ocho completo a «La vida del Espíritu», les dice que «...la ley del Espíritu de la vida que está en Cristo Jesús te ha liberado del pecado y de la muerte...»; «...para que la justicia se cumpliese en nosotros, que no caminamos según la carne sino según el Espíritu», «los que viven según la carne sienten las cosas de la carne, en cambio los que viven según el Espíritu sienten las cosas del Espíritu.», «Porque si vivís según la carne, moriréis; pero, si con el Espíritu hacéis morir las obras del cuerpo, viviréis»; a los corintios les dice en la primera carta que les escribió: «A nosotros, en cambio, Dios nos lo reveló por medio del Espíritu, porque el Espíritu todo lo escudriña, incluso las profundidades de Dios» y una buena parte del capítulo doce lo dedica a explicarles la diversidad de los dones espirituales. También el apóstol San Juan en su escrito del Apocalipsis cita numerosas veces al Espíritu Santo,,,; y bastantes más pasajes que son un pequeño resumen de la tradición de la Iglesia, aun cuando el único texto específico y fundamental es el mencionado de Isaías. 
Ahora bien, el texto masorético, que es la versión hebraica de la Biblia usada oficialmente entre los judíos, no cuenta siete sino seis —no menciona el espíritu de piedad— los dones del Espíritu Santo, lo cual ha dado pie a discusiones entre los teólogos —que asumen que son siete dado el carácter simbólico de este número— y los exegetas que consideran el texto una simple enumeración de las cualidades de gobierno del Mesías. Tomás de Aquino dedicó un artículo en su Suma teológica a defender que son siete.

### Catolicismo
Aunque el Nuevo Testamento no se refiere a Isaías 11,1-2 en relación con estos dones, según el Catecismo de la Iglesia Católica, estos dones "completan y perfeccionan las virtudes de quienes los reciben". Los reciben los iniciados en el Bautismo y se fortalecen en la Confirmación, para poder proclamar las verdades de la fe. "La recepción del sacramento de la Confirmación es necesaria para completar la gracia bautismal", ya que "por el sacramento de la Confirmación, [los bautizados] se vinculan más perfectamente a la Iglesia y se enriquecen con una fuerza especial del Espíritu Santo. De ahí que, como verdaderos testigos de Cristo, estén más estrictamente obligados a difundir y defender la fe de palabra y de obra".

### La Comunión Anglicana
La Iglesia Anglicana se hace eco de la enseñanza católica, que enseña que "la impartición de los dones del Espíritu está asociada al bautismo, así como a la Confirmación y a la Ordenación". La Confirmación completa el Bautismo, ya que es a través de la Imposición de Manos del obispo como se otorgan los Siete Dones del Espíritu Santo.

## Lista de dones del Espíritu Santo

### En el Antiguo Testamento/Pacto
En el profeta Isaías se lee:

Pero del tronco de Isaí saldrá un retoño, 
Un vástago retoñará de sus raíces,
Y el Espíritu de YHVH (Yahvé) reposará sobre él:
Espíritu de sabiduría e inteligencia,
Espíritu de consejo y fortaleza,
Espíritu de conocimiento y reverencia,
El Espíritu de temor de YHVH lo llenará.
Isaías 11.1-3

### En el Nuevo Testamento/Pacto
El apóstol Pablo hace mención de los dones espirituales en sus epístolas. Da las siguientes listas:

Porque a uno, por el Espíritu, le es dada palabra de sabiduría; a otro, palabra de conocimiento, según el mismo Espíritu; a otro, fe por el mismo Espíritu; y a otro, dones de sanidades, por el único Espíritu; a otro, poderes milagrosos; a otro, profecía; a otro, discernimiento de espíritus; a otro, distintas lenguas.
1 Corintios 12.8-10

De manera que teniendo diferentes dones, según la gracia que nos fue dada, si es de profecía, según la analogía de la fe; si el de servicio, en el servicio; el que enseña, en la enseñanza, el que exhorta, en la exhortación; el que comparte, con generosidad; el que cuida de los demás, con dedicación; el que hace misericordia, con alegría.
Romanos 12.6-8

Y Él dio: a unos, apóstoles; a otros, profetas; a otros, evangelistas; a otros, pastores y maestros, ...
Efesios 4.11

Viene al caso también la corta, pero a la vez variada, mención de carismas en 1 Corintios 12.28:

Y a unos, en efecto, puso DIOS en la iglesia, primero apóstoles, segundo profetas, tercero maestros, después poderes, después dones de sanaciones, dotes para ayudar, dotes pada administrar, diversidad de lenguas.

## En el magisterio de la Iglesia
En el sínodo de Roma del año 382, bajo la presidencia del Papa Dámaso I se trató de los dones en los siguientes términos:

Se dijo: Ante todo hay que tratar del Espíritu septiforme que descansa en Cristo. Espíritu de sabiduría: Cristo virtud de Dios y sabiduría de Dios (1Co 1, 24). Espíritu de entendimiento: Te daré entendimiento y te instruiré en el camino por donde andarás (Sal 31, 8). Espíritu de consejo: Y se llamará su nombre ángel del gran consejo (Is 9, 6). Espíritu de fortaleza: Virtud o fuerza de Dios y sabiduría de Dios (1Co 1, 24). Espíritu de ciencia: Por la eminencia de la ciencia de Cristo Jesús (Ef 3, 19). Espíritu de verdad: Yo soy el camino, la vida y la verdad (Jn 14, 6). Espíritu de temor (de Dios): El temor del Señor es principio de la sabiduría (Sal 110, 10)
DS 83

El Papa León XIII en la encíclica Divinum illud munus, publicada en 1897, declaraba lo siguiente:

El justo que vive de la vida de la gracia y que opera mediante las virtudes, como otras tantas facultades, tiene absoluta necesidad de los siete dones, que más comúnmente son llamados dones del Espíritu Santo. Mediante estos dones, el espíritu del hombre queda elevado y apto para obedecer con más facilidad y presteza a las inspiraciones e impulsos del Espíritu Santo. Igualmente, estos dones son de tal eficacia, que conducen al hombre al más alto grado de santidad; son tan excelentes, que permanecerán íntegramente en el cielo, aunque en grado más perfecto. Gracias a ellos es movida el alma y conducida a la consecución de las bienaventuranzas evangélicas, esas flores que ve abrirse la primavera como señales precursoras de la eterna beatitud.

Dentro de la Iglesia católica el creyente tiene acceso a los dones y las gracias consecuentes, con el bautismo, gracias que se refuerzan una vez recibido el sacramento de la confirmación, rito por el cual se impone las manos al bautizado y se unge con aceite para que descienda sobre él el Espíritu Santo (Cfr. SC 71; Catec. n. 1289).

## El don del Espíritu Santo
El «don de Dios» es el Espíritu Santo, promesa que se hizo realidad en Pentecostés. El itinerario que, a propósito del «don del Espíritu», sigue la revelación según los textos de la Sagrada Biblia es: de la necesidad a la promesa que llega de forma inminente, de la promesa a la realización, del don dado a los efectos que produce.

### Funciones específicas que tiene cada don
- El don de sabiduría da un conocimiento amoroso de Dios, de las personas y de las cosas creadas por la referencia que hacen a Él. Solo se llega al conocimiento de Dios por medio de la santidad y es, precisamente el Espíritu Santo, el que pone este conocimiento al alcance de las almas sencillas que aman a Dios. Este don está íntimamente unido a la virtud de la caridad a la cual perfecciona que proporciona un conocimiento de Dios y de las personas y dispone a las personas para poseer «una cierta experiencia de la dulzura de Dios».,[41][42] Santo Tomás de Aquino enseña que el objeto de este don es el mismo Dios en primer lugar y, también, las cosas de este mundo en cuanto se ordenan a Dios y de Él proceden.[43]
- El don de entendimiento proporciona un conocimiento más profundo de los misterios de la fe dándole una mayor comprensión en los grandes misterios sobrenaturales. Es un don que se concede a todos los cristianos pero para que se desarrolle es necesario vivir en gracia de Dios y poner empeño en crecer en la santidad personal. Perfecciona la virtud de la fe. Este don es sumamente útil para los teólogos para que puedan sumergirse en lo más profundo de las verdades que Dios ha revelado y, posteriormente, deducir las virtualidades contenidas en ellas mediante el razonamiento teológico.[44] Según dice Santo Tomas gracias a este don Dios es entrevisto aquí abajo[45] más fácilmente para quienes reciben este don, si bien los misterios de la fe persistan rodeados de una cierta oscuridad.[46]
- El don de ciencia facilita al hombre comprender lo que son las cosas creadas como señales que llevan a Dios. Perfecciona la virtud de la fe y enseña a juzgar rectamente todas las cosas creadas para ver en ellas la huella de Dios. El Espíritu Santo hace percibir al hombre la sabiduría infinita, la naturaleza, la bondad de Dios.[47] San Francisco de Asís, iluminado por este don, veía en todas las criaturas, incluso a seres inanimados o irracionales, a hermanos suyos en Cristo.[48]
- El don de consejo es el don mediante el cual el Espíritu Santo perfecciona los actos de la virtud de la prudencia, es decir, a la elección de los medios que se deben emplear en cada situación. No solo en situaciones en las que se han de tomar grandes determinaciones sino también en los detalles más pequeños de una vida corriente. El don de consejo es de gran ayuda para mantener una recta conciencia. Catalina de Siena tuvo este don en grado extraordinario ya que fue la mejor consejera y brazo derecho del papa Gregorio XI al que convenció para que regresase de Aviñón a Roma en contra de las ideas de algunos cardenales. También disfrutó de este don santa Teresita del Niño Jesús ya que desempeñó en plena juventud la tarea de «maestra de novicias», para la que se requiere experiencia y madurez.[49]
- El don de piedad tiene por objeto fomentar en la voluntad un amor filial hacia Dios, al que considera como Padre, y un especial sentimiento de fraternidad para con los hombres por ser hermanos e hijos del mismo Padre.[50] Dios quiere ser tratado con entera confianza por sus hijos los hombres, siempre necesitados. El Espíritu Santo enseña y facilita a las personas mediante este don, el trato confiado de un hijo para con su Padre. Por esta razón, la plegaria favorita de los hombres para con su Padre Dios es la que les enseñó Jesucristo: «Padre nuestro que estás en los cielos...». Este don perfecciona la virtud de la fe.[51]
- El don de fortaleza lo da el Espíritu Santo a las almas que necesitan vencer los obstáculos y poner en práctica las virtudes. Jesucristo prometió a sus apóstoles que serán revestidos por el Espíritu Santo de la fuerza de lo alto.[52] Este don refuerza la virtud del mismo nombre, la fortaleza, dándole resistencia y aguante frente a cualquier clase de peligros y ataques y una acometida fuerte del cumplimiento del deber a pesar de los obstáculos y dificultades que encuentre. Este don se pone especialmente de manifiesto en los mártires, pero también en la práctica heroica y callada de las virtudes de la vida ordinaria que constituyen el «heroismo de lo pequeño».[50]
- El don de temor de Dios es un temor filial, propio de hijos que se sienten amparados por su Padre, a quien no desean ofender. Según Santa Teresa de Jesús que ante tantas tentaciones y pruebas que el hombre ha de padecer, Dios nos da dos remedios: «amor y temor». «El amor nos hará apresurar los pasos, y el temor nos hará ir mirando adonde ponemos los pies para no caer».[53] Sin embargo no son buenos todos los temores. Está el temor mundano de los que temen, sobre todo, a las desventajas sociales y a los males físicos y huyendo de las incomodidades cuando sospechan que ser fiel cristiano pueden causarles ciertas contrariedades. En este caso están predispuestos a abandonar a Cristo y a la Iglesia. De aquí vienen los respetos humanos. Existe otro temor, el temor servil que hace al hombre apartarse del pecado por miedo a las penas del infierno. Puede ser bueno para las personas alejadas de Dios, ser su primer paso de conversión y el comienzo del amor.[54] Como escribió San Juan Evangelista, el que teme no es perfecto en la caridad[55] El santo temor de Dios es el don del Espíritu Santo que tuvo, junto con todos los demás, el alma de Jesucristo, de la Virgen y el que tuvieron las almas santas. Este don es consecuencia del don de sabiduría y su manifestación externa.[56]

### Frutos del Espíritu Santo
Los frutos sobrenaturales en el alma de quien no presenta oposición a las inspiraciones del Espíritu Santo. Los doce frutos del Espíritu Santo son: caridad, gozo, paz, paciencia, benignidad, bondad, longanimidad, mansedumbre, fe, modestia, continencia y castidad, según enseña la Iglesia católica siguiendo lo que dice San Pablo a modo de ejemplo en Gálatas 5:22,23.
En primer lugar figura el amor ya que el amor, la caridad es la primera manifestación de la unión del cristiano con Jesucristo. Al fruto principal del Espíritu Santo «sigue necesariamente el gozo, pues el que ama se goza en la unión con el amado»; El amor y la alegría dejan en el alma la paz, «la tranquilidad en el orden» como la define San Agustín. La Iglesia Católica enseña que esta plenitud de amor, gozo y paz solo se alcanzará en el cielo y, mientras tanto, para superar los obstáculos que se presentan en la tierra se debe dejar guiarse por el Paráclito consiguiendo el don de la paciencia para sobrellevarlos con buen ánimo. La longanimidad, parecida a la paciencia, es una disposición estable por la que se espera el tiempo que Dios quiera antes de alcanzar las metas deseadas. Los siguientes dones que menciona San Pablo están relacionados con el prójimo: la bondad es una «disposición estable» que inclina a la persona a desear todo tipo de bienes para los demás. La benignidad es precisamente esa disposición de hacer el bien a los demás que la voluntad desea mediante el don de la bondad. Totalmente relacionada con la bondad y la benignidad está la mansedumbre, que es como la perfección de aquellas dos. Quien posee este don no se impacienta ni tiene sentimientos rencorosos contra quien la ofende.
Los tres restantes frutos, la modestia, la continencia y la castidad están relacionadas con la virtud de la Templanza. Mediante el don de la modestia la persona sabe comportarse de forma justa y equilibrada ante las diferentes situaciones; conoce sus talentos pero no los empequeñece ni los aumenta ya que no son fruto de sus trabajos sino que es un don de Dios. La persona modesta resulta atrayente porque exterioriza sin quererlo una sencillez y un orden interior. Mediante los dones de la continencia y la castidad la persona que los posee está atenta para evitar lo que pueda empañar su pureza exterior e interior.